# Khởi nghĩa Hai Bà Trưng

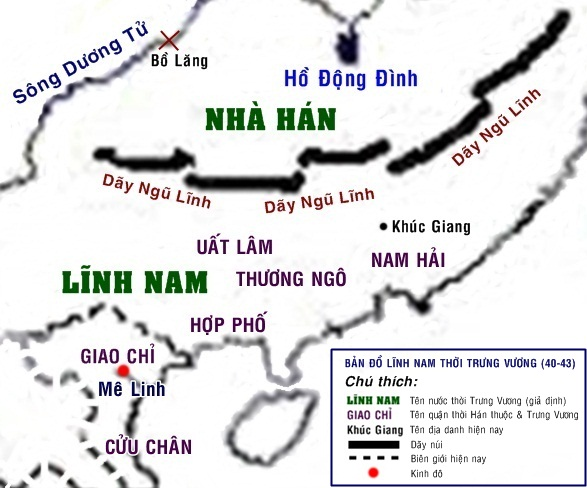
Bản đồ Lĩnh Nam thời Trưng Vương (40-43 sau Công nguyên).

Khởi nghĩa Hai Bà Trưng là cuộc khởi nghĩa chống Bắc thuộc đầu tiên trong lịch sử Việt Nam do hai chị em Trưng Trắc và Trưng Nhị lãnh đạo. Cuộc khởi nghĩa đã đánh đuổi được lực lượng cai trị nhà Đông Hán ra khỏi Giao Chỉ (tương đương một phần Quảng Tây, Trung Quốc và Bắc Bộ, Bắc Trung Bộ Việt Nam hiện nay), mang lại độc lập trong 3 năm cho người Việt tại đây.
Viết về khởi nghĩa Hai Bà Trưng có nhiều nguồn sử liệu, từ các sử liệu chính thống của Trung Quốc và Việt Nam đến các thần tích, giai thoại dân gian. Do các nguồn sử liệu chính thống không đầy đủ và thiếu thống nhất, các sử gia đã bổ sung bằng những nguồn từ thần tích, ngọc phả. Sử liệu về sự kiện này còn nhiều nghi vấn, có nhiều thông tin không được thống nhất giữa các nguồn chính thống, các thần tích cũng có nhiều nội dung bất cập. Trong quá trình biên tập, các sử gia đã có chọn lựa và so sánh giữa các giả thuyết từ những nguồn khác nhau.

## Hoàn cảnh, nguyên nhân
Từ khi nhà Triệu tiêu diệt An Dương Vương và thiết lập quyền cai trị trên lãnh thổ Âu Lạc cũ, chế độ thống trị dừng lại ở cấp quận với đại diện là 2 viên quan sứ ở 2 quận Giao Chỉ và Cửu Chân. Đến khi nhà Tây Hán diệt nhà Triệu và mở ra thời kỳ Bắc thuộc (111 trước công nguyên), cấp độ thống trị vẫn ở cấp quận; chế độ các Lạc hầu, Lạc tướng của người Việt với quyền thế tập trên lãnh thổ Âu Lạc cũ được các chính quyền phương Bắc chấp nhận cho duy trì, nhưng ngày càng suy yếu.
Các Lạc tướng, Lạc hầu, Bồ chính để duy trì quyền hành và sự thế tập bị bắt buộc phải cộng tác với chính quyền cai trị phương Bắc. Trong hàng ngũ các Lạc tướng có sự phân hóa giữa một bên là những người thực sự cộng tác với chính quyền nhà Hán, bên kia là những người chỉ thần phục bên ngoài.
Từ khi nhà Đông Hán thành lập, Hán Quang Vũ Đế tuy chưa dẹp xong các lực lượng cát cứ phương Bắc nhưng vẫn quan tâm tới miền Nam. Tích Quang, Nhâm Diên làm Thái thú Giao Chỉ và Thái thú Cửu Chân của nhà Hán, ra sức thực hiện chính sách đồng hóa, thay đổi tập tục từ hôn nhân đến y phục, lễ nghĩa của người Việt bắt theo người Hán, dẫn đến xúc phạm nặng nề tới phong tục cũ nhiều đời của người Việt.
Từ khi Tô Định sang làm Thái thú Giao Chỉ năm 34 sau công nguyên, ách thống trị của nhà Đông Hán càng nặng nề hơn với người Việt. Tô Định tàn bạo và tham lam, tăng cường phục dịch và thuế khóa đối với người Việt để cống nạp cho triều đình nhà Hán nhiều hơn, thúc ép các Lạc tướng nhiều hơn. Sự đụng chạm lớn về văn hóa, tín ngưỡng và kinh tế khiến mâu thuẫn giữa người Việt – không chỉ nhân dân mà cả các Lạc tướng – với chế độ thống trị của nhà Hán ngày càng gay gắt. Vì vậy các Lạc tướng đã đoàn kết nhau lại để chống đối.

### Nguyên nhân trực tiếp
Trong số các Lạc tướng có ý chống lại sự thống trị của nhà Hán, nổi lên nhà Trưng Trắc ở Mê Linh, Phong Châu và nhà Thi Sách ở Chu Diên. Theo Đại Việt sử lược, Trưng Trắc và em gái là Trưng Nhị có cá tính mạnh mẽ, không chịu ràng buộc theo pháp luật mà Tô Định áp đặt. Địa bàn mà Trưng Trắc quản giữ khá rộng lớn, giữa dãy Ba Vì và Tam Đảo tức là trung tâm quốc gia Văn Lang của vua Hùng trước đây, lọt vào giữa 3 khúc sông: khuỷu sông Đà, sông Hồng và sông Đáy. Còn địa bàn của Thi Sách liền kề với Mê Linh, cách nhau con sông Đáy, nằm trong châu thổ hữu ngạn sông Hồng và tả ngạn sông Đáy.
Trưng Trắc kết hôn với Thi Sách, hai nhà đồng lòng tập hợp lực lượng chống lại sự cai trị của nhà Hán và đã tập hợp được sự ủng hộ của khá nhiều thủ lĩnh địa phương khác.
Trước khí thế chống đối của các thủ lĩnh người Việt, Tô Định đã giết Thi Sách để hy vọng dập tắt sớm ý định chống đối. Thù chồng bị giết càng khiến Trưng Trắc hành động gấp rút trong việc khởi binh chống nhà Hán.
Tuy nhiên, có những sử liệu cho thông tin khác về Thi Sách. Ngoài việc ông tên là Thi (chứ không phải Thi Sách), Thủy kinh chú cho biết ông cùng Trưng Trắc khởi nghĩa thắng lợi và 3 năm sau mới tử trận cùng vợ; sách Thiên Nam ngữ lục cho rằng Thi Sách có tham gia khởi nghĩa với Trưng Trắc và tử trận trước khi khởi nghĩa thắng lợi và sử gia Đào Duy Anh đồng tình với thuyết này.
Các sử gia khẳng định khởi nghĩa vẫn nổ ra dưới sự lãnh đạo của Hai Bà Trưng dù chồng Trưng Trắc không bị giết. Do đó nguyên nhân chính dẫn tới cuộc khởi nghĩa không phải là cái chết của Thi Sách mà là chính sách đồng hóa gắt gao và bóc lột hà khắc của nhà Đông Hán đối với người Việt tại Giao Chỉ đương thời. Lê Văn Siêu trong sách “Việt Nam văn minh sử” thậm chí còn cho rằng, việc Thi Sách tên thật là gì, có bị giết hay không trong sự kiện Hai Bà khởi nghĩa không phải là một chi tiết quan trọng.

## Lực lượng lãnh đạo cuộc khởi nghĩa
Vai trò lãnh đạo nòng cốt là các Lạc hầu, Lạc tướng dòng dõi Hùng Vương, có uy tín với nhân dân và ít nhiều được chính quyền đô hộ phương Bắc vì nể. Ngoài 3 đại diện tiêu biểu là Trưng Trắc, Trưng Nhị và Thi Sách, các sử gia khẳng định còn có nhiều thủ lĩnh địa phương khác có nguồn gốc Lạc tướng.
Một nhân vật được xem là đóng vai trò quan trọng trong thời kỳ trước khởi nghĩa là bà Man Thiện – mẹ của Trưng Trắc và Trưng Nhị. Bà được xem là cháu chắt bên ngoại của Hùng Vương, góa chồng sớm, nuôi dạy hai con gái nghề trồng dâu nuôi tằm và võ nghệ. Bà Man Thiện có vai trò tổ chức lực lượng, giao thiệp với các quan lang các vùng xung quanh ủng hộ con khởi nghĩa.
Điều đáng chú ý là phần lớn các tướng lĩnh của cuộc khởi nghĩa là phụ nữ được các thần tích, truyền thuyết ghi lại: Trưng Trắc, Trưng Nhị, Man Thiện, Diệu Tiên, Bát Nàn, Đào Kỳ, Lê Hoa, Lê Chân, Phương Dung, Trinh Thục, Thánh Thiên, Thiện Hoa, Nàng Tía, Xuân Hương, Ả Di, Ả Tắc, Ả Lã, Nàng Đô… Số tướng lĩnh nam chiếm số lượng ít hơn: Đỗ Năng Tế, Hùng Nguyên (chồng Trưng Nhị), ông Đống, ông Cai, ông Nà, Đồng Bảng, Đô Chính, Đô Dương… Các tướng lĩnh này đều có quan hệ huyết thống bên nội hay ngoại, hoặc là bè bạn của nhau. Theo ý kiến của các sử gia, dù được đời sau gán cho những “mỹ tự” và được đặt “họ” (tên họ), mà vào những năm đầu Công nguyên người Việt chưa có "họ", nhưng tất cả cho thấy kết cấu quan hệ huyết tộc, vị trí, vai trò của người phụ nữ, người mẹ, người vợ còn rất lớn không chỉ trong gia đình mà cả trong mọi mặt của hoạt động xã hội Việt Nam khi đó. Điều đó được xem là tàn dư của chế độ mẫu quyền còn phổ biến thời Hai Bà Trưng ở Việt Nam.
Các sử gia thống kê số tướng lĩnh tham gia khởi nghĩa Hai Bà Trưng:
- Khu vực Hà Tây cũ, Vĩnh Phúc và Phú Thọ: 75 người.
- Khu vực ngoại thành Hà Nội (cũ, không bao gồm Hà Tây cũ): 28 tướng.
- Khởi nghĩa của Hai Bà Trưng diễn biến vào cuối năm 39 đầu năm 40

## Diễn biến

### Hội thề Hát Môn
Ngày mồng 4 tháng 9 năm Kỷ Hợi (39), Trưng Trắc và Trưng Nhị tập hợp các tướng lĩnh cùng nhau làm Hội thề ở bãi đá Tràng Sa, cửa sông Hát (huyện Phúc Thọ, Hà Nội) thuộc huyện Mê Linh thời đó. Thiên Nam ngữ lục ghi lời thề của Trưng Trắc như sau:
"Một xin rửa sạch nước thù
Hai xin dựng lại nghiệp xưa họ Hùng
Ba kêu oan ức lòng chồng
Bốn xin vẻn vẹn sở công lênh này".

### Đánh đuổi Tô Định

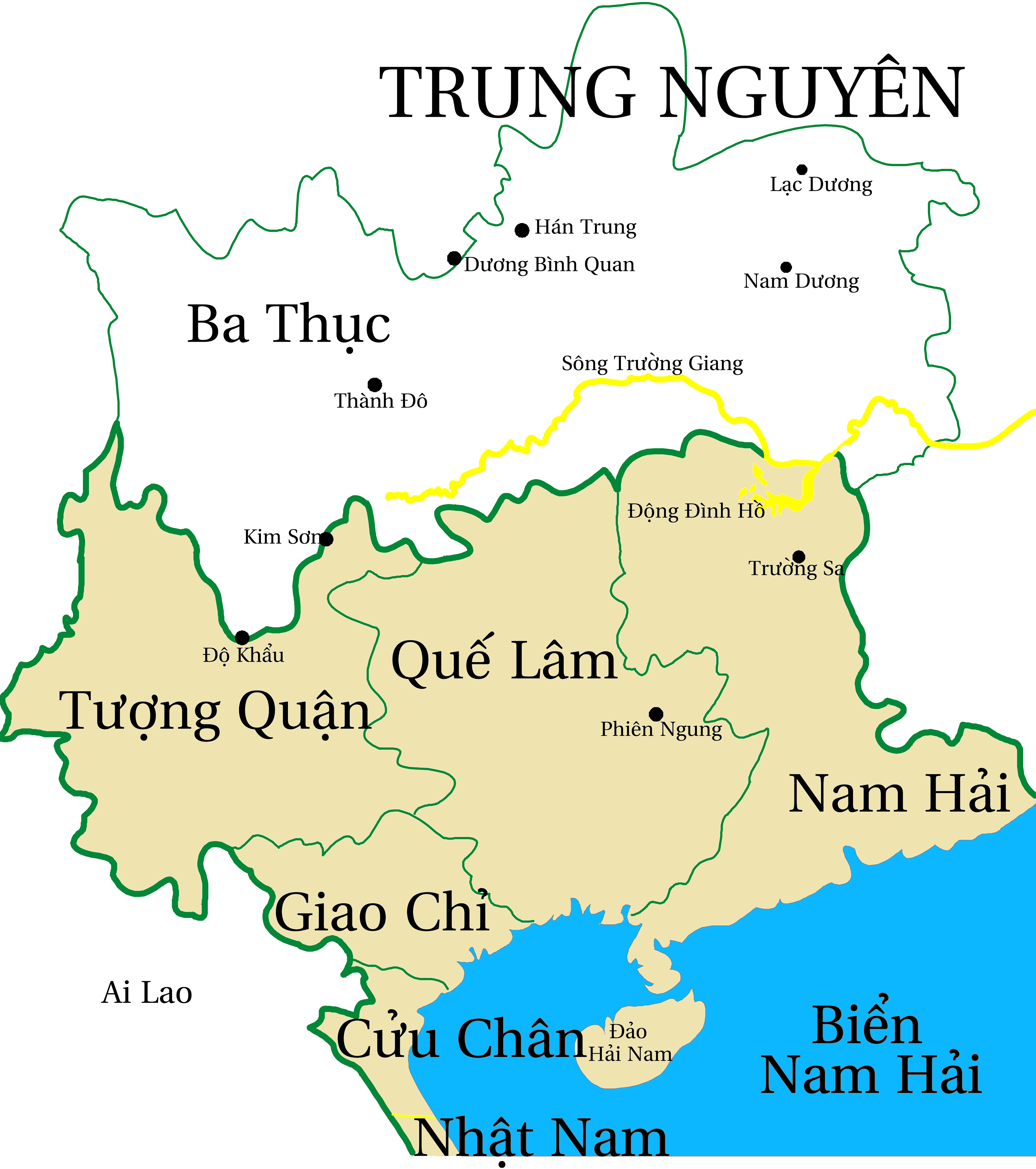

Sau một thời gian chuẩn bị, tháng 2 năm 40, Trưng Trắc cùng Trưng Nhị chính thức phát động khởi nghĩa chống lại nhà Đông Hán. Sách Đại Việt sử ký tiền biên của Ngô Thì Sĩ ghi lại lời chép trong dã sử cho biết, khi Trưng Trắc xuất quân vẫn chưa hết tang chồng, bà trang điểm rất đẹp. Các tướng hỏi vì sao, bà đáp rằng:
Việc binh không thể ảnh hưởng. Nếu giữ lễ và làm xấu dung nhan thì nhuệ khí tự nhiên suy kém. Cho nên ta mặc đẹp để mạnh thêm nhiều màu sắc của quân, khiến cho bọn giặc trông thấy động lòng, lợi là chí tranh đấu, thì dễ giành phần thắng.
Mọi người nghe đều thán phục là không bằng bà.
Cuộc khởi nghĩa được sự hưởng ứng của nhiều đội quân và nhân dân các nơi thuộc Âu Lạc và Nam Việt cũ. Quân Hai Bà đánh hãm trị sở Luy Lâu. Sử sách ghi lại rất sơ lược diễn biến cuộc khởi nghĩa của Hai Bà từ khi bắt đầu tới khi thắng lợi. Sách Hậu Hán thư chép:
"Năm Kiến Vũ thứ 16 (40), người con gái ở Giao Chỉ là Trưng Trắc và em gái là Trưng Nhị làm phản, đánh phá quận. Trưng Trắc là con gái Lạc tướng huyện Mê Linh, là vợ Thi Sách người Chu Diên, rất hùng dũng. Thái thú Giao Chỉ là Tô Định dùng pháp luật trói buộc, Trưng Trắc phẫn nộ, vì thế mà làm phản. Do vậy, những người Man, người Lý ở Cửu Chân, Nhật Nam, Hợp Phố đều hưởng ứng. Gồm chiếm được 65 thành tự lập làm vua. Thứ sử Giao Chỉ và các thái thú chỉ giữ được thân mình mà thôi.”
Sách Thủy kinh chú chép:
"[Hai Bà] công phá châu huyện, hàng phục được các Lạc tướng, họ đều suy tôn Trưng Trắc làm vua."
Các sử gia căn cứ theo các thần phả và truyền thuyết tóm lược trình tự cuộc khởi nghĩa như sau:
Quân Hai Bà trước tiên tấn công đô úy trị quận Giao Chỉ ở Mê Linh. Chiếm được nơi đây, Hai Bà Trưng tiến đánh huyện Tây Vu, chiếm thành Cổ Loa.
Trên đà thắng lợi, từ Cổ Loa, Hai Bà Trưng mang quân vượt sông Hoàng, sông Đuống đánh trị sở Giao Chỉ ở Luy Lâu bên bờ sông Dâu (lãng Lũng Khê, Thuận Thành, Bắc Ninh). Quân khởi nghĩa tấn công quá nhanh khiến Tô Định không kịp trở tay. Trước thế mạnh của quân Hai Bà, các viên quan cầm đầu không trở tay kịp và không dám chống cự, bỏ chạy về phương Bắc.
Thái thú Giao Chỉ là Tô Định hoảng hốt cũng tháo chạy. Để thoát thân, Tô Định phải cạo tóc, cạo râu, trà trộn vào loạn quân, vứt bỏ ấn tín mà chạy. Tương truyền người Việt đương thời vẫn có tục lệ phổ biến là cạo tóc, nên Tô Định làm như vậy để bắt chước cho khỏi bị phát hiện trên đường trốn. Cuối cùng Tô Định thoát về quận Nam Hải, bị Mã Viện dâng sớ lên Hán Quang Vũ Đế hạch tội “thấy tiền thì giương mắt lên, thấy giặc thì cụp mắt xuống”. Vua Hán hạ ngục trị tội Tô Định.
Cuộc khởi nghĩa Hai Bà Trưng được nhân dân khắp nơi hưởng ứng rất nhiều. Sau khi Luy Lâu bị hạ, các thành khác nhanh chóng tan vỡ và quy phục. Cuộc khởi nghĩa lan rộng vào Cửu Chân, Nhật Nam, sang Quế Lâm, Hợp Phố,Tượng Quận,Thương Ngô,...
Khởi nghĩa thắng lợi, Trưng Trắc lên ngôi vua, Trưng Nhị làm Phó Vương. Thần tích gọi là Mê Linh Nhị Thánh.

### Thất bại
Ngày 30 tháng 1 năm Tân Sửu (41), nhà Hán thấy Trưng Trắc xưng Vương dấy quân đánh lấy các thành ấp, nên hạ lệnh cho các quận Trường Sa, Hợp Phố và Giao Châu sắp sẵn xe thuyền, sửa sang cầu đường, thông các núi khe, chứa thóc lương, cho Mã Viện làm Phục Ba tướng quân, Phù Lạc hầu Lưu Long làm phó tướng, chỉ huy đạo quân khoảng 2 vạn người, chia làm 2 cánh thủy, bộ sang xâm lược.
Cánh quân bộ tiến vào vùng Đông Bắc Mã Viện tiến theo đường ven biển, san núi làm đường hơn nghìn dặm, đến Lãng Bạc (ở phía tây Tây Nhai của La Thành) đánh nhau với Hai Bà. Quân Nam bấy giờ ô hợp, rất nhiều thủ lĩnh không phục hai vua là đàn bà, lớp tan rã, lớp tự ly khai hoặc đầu hàng quân Hán. Hai Bà thấy thế giặc mạnh, không chống nổi, bèn lui quân về giữ Cấm Khê (sử chép là Kim Khê).
Năm Quý Mão (43), Hai Bà Trưng chống cự lại với quân nhà Hán ở Cấm Khê (nay thuộc huyện Thạch Thất, Hà Nội) thất thế, đều tử trận. Theo truyền thuyết Việt Nam, Hai Bà đã nhảy xuống sông Hát (tức sông Đáy, nay thuộc xã Hát Môn, huyện Phúc Thọ, thành phố Hà Nội) tự vẫn để bảo toàn khí tiết. Còn theo Hậu Hán thư, sách sử của Trung Quốc, Hai Bà đã bị quân Mã Viện bắt được và chặt đầu đem về Lạc Dương.
Tướng Đô Dương tiếp tục cầm quân chống lại quân Hán đến cuối năm 43. Mã Viện đuổi theo đánh quân còn sót lại huyện Cư Phong, cuối cùng lực lượng này cũng bị dẹp. Ngoài các cừ súy bị giết, hơn 300 cừ súy người Việt bị bắt và đày sang Linh Lăng (Hồ Nam). Mã Viện thu gom, phá hủy nhiều trống đồng và đúc rồi dựng cột đồng (tương truyền ở trên động Cổ Lâu châu Khâm) làm giới hạn biên giới của nhà Hán, và khắc lên đó dòng chữ thề: "Cột đồng gãy thì Giao Chỉ diệt" (Đồng trụ chiết, Giao Chỉ diệt).
Từ đây, nước Việt lại thuộc quyền kiểm soát của nhà Hán, bắt đầu thời Bắc thuộc lần 2. Thời kỳ Hai Bà Trưng chỉ kéo dài được hơn ba năm.
Sau khi Hai Bà Trưng thất bại, chế độ giao quyền cai quản cấp huyện ở Bộ Giao Chỉ cho các Lạc tướng không còn, quyền lực của các Lạc tướng, Lạc hầu bị thủ tiêu. Theo như cách gọi của sử gia Madrolle thì chế độ bảo hộ chấm dứt, bắt đầu chế độ cai trị trực tiếp. Nhà Hán đặt quan lại cai trị đến cấp huyện.

## Phạm vi
Các nguồn sử liệu đều thống nhất rằng phạm vi cuộc khởi nghĩa không gói gọn trong phạm vi quận Giao Chỉ mà là toàn bộ Giao Chỉ Bộ đương thời, tức là trong khoảng toàn bộ lãnh thổ nước Nam Việt cũ. Có ý kiến lý giải đó là lý do vì sao lãnh thổ thời Hai Bà Trưng được gọi là Lĩnh Nam (“Lĩnh Nam riêng một triều đình nước ta”).
Các bộ sử cũ như Đại Việt sử lược, Đại Việt sử ký toàn thư, Khâm định Việt sử thông giám cương mục đều ghi Hai Bà Trưng chiếm được 65 thành. Riêng Ngô Thì Sĩ soạn Đại Việt sử ký tiền biên đã kê lại từng thành (huyện) trong mỗi quận và cho ra tổng số các thành thuộc 7 quận đất Âu Lạc và Nam Việt cũ (Giao Chỉ, Cửu Chân, Nhật Nam, Hợp Phố, Thương Ngô, Uất Lâm, Nam Hải) chỉ là 56.
Tuy nhiên, lại có ý kiến cho rằng phạm vi cuộc khởi nghĩa rộng hơn như vậy, không chỉ bao gồm trong phạm vi Giao Chỉ Bộ mà lan sang cả một số địa phương phía nam Dương châu và Kinh châu, do đó tổng số huyện thành mà sử cũ ghi 65 là chính xác.
Các sử gia hiện đại xem xét phạm vi cuộc khởi nghĩa dè dặt hơn và cũng không thống nhất. Trần Trọng Kim và Đào Duy Anh, tuy cùng ghi nhận số 65 thành nhưng cho rằng phạm vi cuộc khởi nghĩa chỉ bao gồm các quận: Giao Chỉ, Cửu Chân, Nhật Nam và Hợp Phố. Các sách Lịch sử Việt Nam do các nhóm tác giả khác nhau cũng ghi nhận phạm vi khác nhau: có nguồn chỉ ghi nhận phạm vi khởi nghĩa trong 2 quận Giao Chỉ và Cửu Chân, nguồn khác lại khẳng định phạm vi trên 7 quận Giao Chỉ Bộ, tức là toàn lãnh thổ Âu Lạc và Nam Việt cũ.

## Hệ quả của các cuộc khởi nghĩa
Cuộc khởi nghĩa của hai Bà là cuộc khởi nghĩa đầu tiên trong lịch sử Việt Nam do phụ nữ lãnh đạo. Cuộc khởi nghĩa nổ ra làm chấn động cả cõi Nam. Từ trong ngọn lửa của cuộc nổi dậy oanh liệt ấy tỏa ra chân lý lịch sử "Một dân tộc dù nhỏ bé nhưng tự mình đã dựng nên, làm chủ đất nước và số phận mình. Sau khi trấn áp cuộc phản kháng, việc can thiệp sâu của nhà Hán vào Giao Chỉ diễn ra. Không một sức mạnh nào tiêu diệt được nó". Cuộc khởi nghĩa của Hai Bà Trưng là kết tinh của cả một quá trình đấu tranh, khi âm thầm, lúc công khai của nhân dân Việt Nam. Đấy là một phong trào nổi dậy của toàn dân, vừa quy tụ vào cuộc khởi nghĩa ở Hát Môn do Hai Bà Trưng đề xướng, vừa tỏa rộng trên toàn miền Âu Lạc cũ
Đây là cuộc khởi nghĩa chống sự cai trị của Trung Quốc đầu tiên của người Việt trong 1000 năm Bắc thuộc. Các Lạc tướng cùng hậu duệ của họ là đại biểu của phong trào này.
Hai Bà Trưng đã dựa vào nhân dân khôi phục lại sự nghiệp cũ của vua Hùng. Cuộc khởi nghĩa là sự phủ nhận hiên ngang cường quyền của các triều đại phương Bắc coi các dân tộc xung quanh là “Man Di” ("man tộc", "man rợ" hay "mọi rợ"), thuộc quốc buộc phải phục tùng “thiên triều”, “thiên tử”, phủ nhận tư tưởng “tôn quân, đại thống nhất”.
Cuộc khởi nghĩa Hai Bà Trưng do phụ nữ đứng đầu, trong thế giới tư tưởng “trọng nam khinh nữ” của đế chế Hán cổ đại, được xem là sự đối chọi quyết liệt về văn hóa, nếp sống, nếp tư duy của đôi bên Nam – Bắc, Việt - Hán.
| “                            | ... trong khoảng năm thứ 40 sau Công nguyên, hai chị em người Việt Nam là Hai Bà Trưng đã đứng lên khởi nghĩa chống ngoại xâm, thức tỉnh tinh thần độc lập. Đó là lần đầu tiên trong lịch sử mà người dân Việt Nam đứng lên vì nền độc lập cũng như niềm tự hào của mình. | ” |
| — Tổng thống Mỹ Donald Trump | |   |